# Rajd Warszawski 1977
15. Międzynarodowy Rajd Warszawski – 15. edycja Rajdu Warszawskiego. Był to rajd samochodowy rozgrywany od 4 do 5 listopada 1977 roku. Była to piąta runda Rajdowych Samochodowych Mistrzostw Polski w roku 1977 oraz trzydziestą ósma rundę Rajdowych Mistrzostw Europy w roku 1977 (o współczynniku - 1). Rajd składał się z dwudziestu sześciu odcinków specjalnych i trzech prób wyścigowych. Został rozegrany na nawierzchni asfaltowej. Zwycięzcą rajdu został Guy Frequelin.

## Wyniki końcowe rajdu[1][2]
| Miejsce | Kierowca               | Pilot                  | Samochód                          | Czas    | Strata | Grupa Klasa |
| ------- | ---------------------- | ---------------------- | --------------------------------- | ------- | ------ | ----------- |
| 1       | Guy Frequelin          | Jacques Delaval        | Renault 5 Alpine                  | 2:38:37 | -      | II II/8     |
| 2       | Marian Bublewicz       | Wiesław Grabarczyk     | Polski Fiat 125p 1600 Monte Carlo | 2:39:15 | +0:37  | IV IV/1-8   |
| 3       | Włodzimierz Groblewski | Januariusz Czerwoniec  | Polski Fiat 125p 1600 Monte Carlo | 2:40:43 | +2:06  | IV IV/1-8   |
| 4       | Jerzy Landsberg        | Marek Muszyński        | Opel Kadett GT/E                  | 2:40:58 | +2:20  | IV IV/9-15  |
| 5       | Marian Bień            | Janina Jedynak         | Polski Fiat 125p 1600 Monte Carlo | 2:43:17 | +4:39  | IV IV/1-8   |
| 6       | Manfred Essig          | Dieter Oberortner      | Opel Ascona B 1.9 SR              | 2:43:33 | +4:55  | II II/9-15  |
| 7       | Tomasz Ciecierzyński   | Jacek Różański         | Polski Fiat 125p 1600 Monte Carlo | 2:43:36 | +4:59  | IV IV/1-8   |
| 8       | Holger Helle           | Ole Hansen             | Opel Kadett GT/E                  | 2:43:38 | +5:00  | II II/9-15  |
| 9       | Bogdan Wozowicz        | Witold Wozowicz        | Polski Fiat 125p 1500             | 2:43:59 | +5:21  | II II/8     |
| 10      | Tadeusz Dębowski       | Włodzimierz Krzemiński | Renault 5 Alpine                  | 2:48:19 | +9:41  | II II/8     |
| 11      | Paul Daniel Weinreich  | Holger Moller-Nielsen  | Opel Kadett GT/E                  | 2:48:33 | +9:56  | I I/9-15    |
| 12      | Włodzimierz Dominowski | Andrzej Niewiadomski   | Ford Escort RS 2000 MKI           | 2:49:30 | +10:52 | I I/9-15    |
| 13      | Marek Karczewski       | Stanisław Brzozowski   | Lada 1500 S                       | 2:51:11 | +12:33 | I I/8       |
| 14      | Janusz Książkiewicz    | Ireneusz Porada        | Polski Fiat 125p 1500             | 2:52:31 | +13:53 | I I/8       |

1. 1 2 3 4  Nieliczony w klasyfikacji RSMP